# Formula Tasman – sezona 1964.
Formula Tasman – sezona 1964. bila je 1. sezona u prvenstvu Formule Tasman. Prvenstvo se sastojalo se od osam utrka, po četiri na Novom Zelandu i četiri u Australiji, koje su vožene od 4. siječnja do 2. ožujka. Naslov je osvojio Bruce McLaren u Cooper-Climaxu. Natjecatelji su bili gotovo isključivo iz zemalja domaćina, a predvodili su ih, osim McLarena, Jack Brabham, Denny Hulme i Chris Amon, dok su jedini stranci bili Graham Hill i Timmy Mayer.
| Prvak         |
| ------------- |
| Bruce McLaren |

| Prethodna sezona | Sljedeća sezona |
| ---------------- | --------------- |
| —                | 1965.           |

## Vozači i konstruktori
| Konstruktor    | Momčad / Sudionik                        | Šasija       | Motor      | Vozač           | Utrke    |
| -------------- | ---------------------------------------- | ------------ | ---------- | --------------- | -------- |
| Cooper-Climax  | Bruce McLaren Motor Racing               | Cooper T70   | Climax FPF | Bruce McLaren   | Sve      |
| Cooper-Climax  | Bruce McLaren Motor Racing               | Cooper T70   | Climax FPF | Timmy Mayer     | 1–7      |
| Cooper-Climax  | John Youl                                | Cooper T55   | Climax FPF | John Youl       | 1–3, 5–8 |
| Cooper-Climax  | Jim Palmer                               | Cooper T53   | Climax FPF | Jim Palmer      | 1–6, 8   |
| Cooper-Climax  | Corsair Racing Team                      | Cooper T53   | Climax FPF | Bill Thomasen   | 1, 4     |
| Cooper-Climax  | Neil Whittaker                           | Cooper T43   | Climax FPF | Neil Whittaker  | 1        |
| Cooper-Climax  | Bruce Abernethy                          | Cooper T41   | Climax FWB | Bruce Abernethy | 1        |
| Cooper-Climax  | Ecurie Australie                         | Cooper T62   | Climax FPF | Lex Davison     | 5–6, 8   |
| Cooper-Climax  | Bill Patterson Motors                    | Cooper T53   | Climax FPF | Bill Patterson  | 5, 8     |
| Cooper-Climax  | Bill Patterson Motors                    | Cooper T53   | Climax FPF | Doug Whiteford  | 5        |
| Cooper-Climax  | AJR Osborne                              | Cooper T53   | Climax FPF | Tony Osborne    | 5, 8     |
| Cooper-Climax  | Louis Hobden                             | Cooper T51   | Climax FPF | Jack Hobden     | 8        |
| Brabham-Climax | Motor Racing Developments Ecurie Vitesse | Brabham BT4  | Climax FPF | Denny Hulme     | 1–7      |
| Brabham-Climax | Motor Racing Developments Ecurie Vitesse | Brabham BT7A | Climax FPF | Jack Brabham    | 2–3, 5–8 |
| Brabham-Climax | Total Team                               | Brabham BT7A | Climax FPF | Frank Matich    | 2, 5–8   |
| Brabham-Climax | BS Stillwell                             | Brabham BT4  | Climax FPF | Bib Stillwell   | 5–6, 8   |
| Brabham-Climax | Scuderia Veloce                          | Brabham BT4  | Climax FPF | Graham Hill     | 6, 8     |
| Lola-Ford      | M Smith                                  | Lola Mk2     | Ford       | Ken Smith       | 1        |
| Lola-Ford      | DK Fletcher                              | Lola Mk5     | Ford       | David Fletcher  | 5        |

## Kalendar
| Rd | Datum        | Naziv utrke                | Staza        | Prvo startno mjesto | Pobjednik vozač | Pobjednik konstruktor |
| -- | ------------ | -------------------------- | ------------ | ------------------- | --------------- | --------------------- |
| 1  | 4. siječnja  | Levin International        | Levin        | Denny Hulme         | Denny Hulme     | Brabham-Climax        |
| 2  | 11. siječnja | New Zealand Grand Prix     | Pukekohe     | Jack Brabham        | Bruce McLaren   | Cooper-Climax         |
| 3  | 18. siječnja | Lady Wigram Trophy         | Wigram       | Jack Brabham        | Bruce McLaren   | Cooper-Climax         |
| 4  | 25. siječnja | Teretonga International    | Teretonga    | Bruce McLaren       | Bruce McLaren   | Cooper-Climax         |
| 5  | 9. veljače   | Australian Grand Prix      | Sandown      | Jack Brabham        | Jack Brabham    | Brabham-Climax        |
| 6  | 16. veljače  | Warwick Farm International | Warwick Farm | Frank Matich        | Jack Brabham    | Brabham-Climax        |
| 7  | 23. veljače  | Lakeside International     | Lakeside     | Frank Matich        | Jack Brabham    | Brabham-Climax        |
| 8  | 2. ožujka    | South Pacific Trophy       | Longford     | Jack Brabham        | Graham Hill     | Brabham-Climax        |

## Sistem bodovanja
| Mjesto | 1. | 2. | 3. | 4. | 5. | 6. |
| Bodovi | 9  | 6  | 4  | 3  | 2  | 1  |

- Samo 3 najbolja rezultata u prve 4 utrke i 3 najbolja rezultata u posljednje 4 utrke su se računala za prvenstvo, ali uz uvjet da su oni uključivali bodove osvojene na Velikoj nagradi Novog Zelanda (Pukekohe) i Velikoj nagradi Australije (Sandown).

## Rezultati utrka
| Poz. | Vozač         | Konstruktor    | Vrijeme       | Grid | Bodovi |
| ---- | ------------- | -------------- | ------------- | ---- | ------ |
| 1.   | Denny Hulme   | Brabham-Climax | 24 min 36,8 s | 1.   | 9      |
| 2.   | Timmy Mayer   | Cooper-Climax  | + 15,4 s      | 3.   | 6      |
| 3.   | Bruce McLaren | Cooper-Climax  | + 19,0 s      | 2.   | 4      |
| 4.   | John Youl     | Cooper-Climax  | + 44,0 s      | 4.   | 3      |
| 5.   | Tony Shelly   | Lotus-Climax   | + 45,6 s      | 6.   | 2      |
| 6.   | Jim Palmer    | Cooper-Climax  | + 1 min 2,8 s | 7.   | 1      |

| Poz. | Vozač         | Konstruktor    | Vrijeme           | Grid | Bodovi |
| ---- | ------------- | -------------- | ----------------- | ---- | ------ |
| 1.   | Bruce McLaren | Cooper-Climax  | 1 h 14 min 20,7 s | 2.   | 9      |
| 2.   | Denny Hulme   | Brabham-Climax | + 4,4 s           | 6.   | 6      |
| 3.   | Timmy Mayer   | Cooper-Climax  | + 15,7 s          | 4.   | 4      |
| 4.   | John Youl     | Cooper-Climax  | + 1 min 0,9 s     | 5.   | 3      |
| 5.   | Jim Palmer    | Cooper-Climax  | + 1 krug          | 8.   | 2      |
| 6.   | Tony Shelly   | Lotus-Climax   | + 2 kruga         | 7.   | 1      |

| Poz. | Vozač         | Konstruktor    | Vrijeme         | Grid | Bodovi |
| ---- | ------------- | -------------- | --------------- | ---- | ------ |
| 1.   | Bruce McLaren | Cooper-Climax  | 1 h 5 min 0,8 s | 2.   | 9      |
| 2.   | Jack Brabham  | Brabham-Climax | + 8,0 s         | 1.   | 6      |
| 3.   | Denny Hulme   | Brabham-Climax | + 23,2 s        | 3.   | 4      |
| 4.   | John Youl     | Cooper-Climax  | + 1 min 23,0 s  | 4.   | 3      |
| 5.   | Jim Palmer    | Cooper-Climax  | + 1 krug        | 5.   | 2      |
| 6.   | Tony Shelly   | Lotus-Climax   | + 2 kruga       | 6.   | 1      |

| Poz. | Vozač         | Konstruktor   | Vrijeme       | Grid | Bodovi |
| ---- | ------------- | ------------- | ------------- | ---- | ------ |
| 1.   | Bruce McLaren | Cooper-Climax | 58 min 24,5 s | 1.   | 9      |
| 2.   | Timmy Mayer   | Cooper-Climax | + 0,1 s       | 3.   | 6      |
| 3.   | Jim Palmer    | Cooper-Climax | + 11,1 s      | 8.   | 4      |
| 4.   | Tony Shelly   | Lotus-Climax  | + 34,0 s      | 7.   | 3      |
| 5.   | Bill Thomasen | Cooper-Climax | + 36,4 s      | 6.   | 2      |
| 6.   | Roly Levis    | Lotus-Ford    | + 1 krug      | 10.  | 1      |

| Poz. | Vozač         | Konstruktor    | Vrijeme           | Grid | Bodovi |
| ---- | ------------- | -------------- | ----------------- | ---- | ------ |
| 1.   | Jack Brabham  | Brabham-Climax | 1 h 15 min 19,2 s | 1.   | 9      |
| 2.   | Bib Stillwell | Brabham-Climax | + 11,9 s          | 7.   | 6      |
| 3.   | John Youl     | Cooper-Climax  | + 14,9 s          | 9.   | 4      |
| 4.   | Timmy Mayer   | Cooper-Climax  | + 47,3 s          | 5.   | 3      |
| 5.   | Denny Hulme   | Brabham-Climax | + 3 kruga         | 4.   | 2      |
| 6.   | Jim Palmer    | Cooper-Climax  | + 3 kruga         | 11.  | 1      |

| Poz. | Vozač         | Konstruktor    | Vrijeme           | Grid | Bodovi |
| ---- | ------------- | -------------- | ----------------- | ---- | ------ |
| 1.   | Jack Brabham  | Brabham-Climax | 1 h 13 min 45,1 s | 3.   | 9      |
| 2.   | Bruce McLaren | Cooper-Climax  | + 0,4 s           | 5.   | 6      |
| 3.   | Timmy Mayer   | Cooper-Climax  | + 11,8 s          | 6.   | 4      |
| 4.   | Graham Hill   | Brabham-Climax | + 24,0 s          | 4.   | 3      |
| 5.   | Denny Hulme   | Brabham-Climax | + 56,5 s          | 2.   | 2      |
| 6.   | Bib Stillwell | Brabham-Climax | + 1 min 20,5 s    | 10.  | 1      |

| Poz. | Vozač         | Konstruktor    | Vrijeme          | Grid | Bodovi |
| ---- | ------------- | -------------- | ---------------- | ---- | ------ |
| 1.   | Jack Brabham  | Brabham-Climax | 1 h 6 min 46,4 s | 3.   | 9      |
| 2.   | John Youl     | Cooper-Climax  | + 25,0 s         | 4.   | 6      |
| 3.   | Bruce McLaren | Cooper-Climax  | + 54,7 s         | 9.   | 4      |
| 4.   | Frank Gardner | Brabham-Ford   | + 1 krug         | 6.   | 3      |
| 5.   | Tony Shelly   | Lola-Climax    | + 3 kruga        | 10.  | 2      |
| 6.   | Glynn Scott   | Lotus-Ford     | + 3 kruga        | 11.  | 1      |

| Poz. | Vozač         | Konstruktor    | Vrijeme          | Grid | Bodovi |
| ---- | ------------- | -------------- | ---------------- | ---- | ------ |
| 1.   | Graham Hill   | Brabham-Climax | 1 h 0 min 25,8 s | 2.   | 9      |
| 2.   | Bruce McLaren | Cooper-Climax  | + 9,3 s          | 16.  | 6      |
| 3.   | Frank Matich  | Brabham-Climax | + 37,5 s         | 3.   | 4      |
| 4.   | Bib Stillwell | Brabham-Climax | + 37,6 s         | 4.   | 3      |
| 5.   | John Youl     | Cooper-Climax  | + 1 min 0,2 s    | 6.   | 2      |
| 6.   | Lex Davison   | Cooper-Climax  | + 1 min 4,9 s    | 5.   | 1      |

## Poredak
| Mjesto | Vozač         | Bodovi | Lev | Puk | Wig | Ter | San | War | Lak | Lon |
| ------ | ------------- | ------ | --- | --- | --- | --- | --- | --- | --- | --- |
| 1.     | Bruce McLaren | 39     | 4   | 9   | 9   | 9   | –   | 6   | 4   | 6   |
| 2.     | Jack Brabham  | 33     |     | –   | 6   |     | 9   | 9   | 9   | –   |
| 3.     | Denny Hulme   | 23     | 9   | 6   | 4   | –   | 2   | 2   | –   |     |
| 4.     | Timmy Mayer   | 23     | 6   | 4   | –   | 6   | 3   | 4   | –   |     |
| 5.     | John Youl     | 21     | 3   | 3   | 3   |     | 4   | –   | 6   | 2   |
| 6.     | Graham Hill   | 12     |     |     |     |     |     | 3   |     | 9   |
| 7.     | Bib Stillwell | 10     |     |     |     |     | 6   | 1   |     | 3   |
| 8.     | Jim Palmer    | 9      | 1   | 2   | 2   | 4   | 1   | –   |     | –   |
| 9.     | Tony Shelly   | 8      | 2   | 1   | 1   | 3   | –   | –   | 2   | –   |
| 10.    | Frank Matich  | 4      |     | –   |     |     | –   | –   | –   | 4   |
| 11.    | Frank Gardner | 3      |     |     |     |     | –   | –   | 3   | –   |
| 12.    | Bill Thomasen | 2      | –   |     |     | 2   |     |     |     |     |
| 13.    | Roly Levis    | 1      | –   | –   | –   | 3   |     |     |     |     |
| 14.    | Lex Davison   | 1      |     |     |     |     | –   | –   |     | 1   |
| 15.    | Glynn Scott   | 1      |     |     |     |     | –   | –   | 1   |     |

| Boja | Značenje                                           |
| ---- | -------------------------------------------------- |
| 5    | Osvojeni bodovi koji su se računali za prvenstvo   |
| 5    | Osvojeni bodovi koji se nisu računali za prvenstvo |
| –    | Vozač nije osvojio bodove u utrci                  |
|      | Vozač nije nastupao na utrci                       |

## Statistike
| Vozač         | Postolja  | Postolja  | Postolja  | Prvo startno mjesto | Najbrži krug |
| Vozač         | 1. mjesto | 2. mjesto | 3. mjesto | Prvo startno mjesto | Najbrži krug |
| ------------- | --------- | --------- | --------- | ------------------- | ------------ |
| Bruce McLaren | 3         | 2         | 2         | 1                   | 4            |
| Jack Brabham  | 3         | 2         | -         | 4                   | 2            |
| Denny Hulme   | 1         | 1         | 1         | 1                   | 2            |
| Graham Hill   | 1         | -         | -         | -                   | -            |
| Timmy Mayer   | -         | 2         | 2         | -                   | -            |
| John Youl     | -         | 1         | 1         | -                   | -            |
| Bib Stillwell | -         | 1         | -         | -                   | -            |
| Frank Matich  | -         | -         | 1         | 2                   | 1            |
| Jim Palmer    | -         | -         | 1         | -                   | -            |

### Vodeći vozač u prvenstvu
U rubrici bodovi, prikazana je bodovna prednost vodećeg vozača ispred drugoplasiranog, dok je žutom bojom označena utrka na kojoj je vozač osvojio naslov prvaka.
| Naziv utrke                | Vozač         | Bodovi |
| -------------------------- | ------------- | ------ |
| Levin International        | Denny Hulme   | 3      |
| New Zealand Grand Prix     | Denny Hulme   | 2      |
| Lady Wigram Trophy         | Bruce McLaren | 3      |
| Teretonga International    | Bruce McLaren | 8      |
| Australian Grand Prix      | Bruce McLaren | 6      |
| Warwick Farm International | Bruce McLaren | 9      |
| Lakeside International     | Bruce McLaren | 4      |
| South Pacific Trophy       | Bruce McLaren | 6      |

## Vanjske poveznice
- Formula Tasman – sezona 1964. MotorSport Magazine